# Fitchana twiningi
Fitchana twiningi är en insektsart som beskrevs av Philip Reese Uhler 1879. Fitchana twiningi ingår i släktet Fitchana och familjen dvärgstritar. Inga underarter finns listade i Catalogue of Life.